# Cuerpo Nacional
El Cuerpo Nacional (Ucraniano: Национальный корпус, romanizado: Natsionalnyi korpus), también conocido como el Partido del Cuerpo Nacional, y anteriormente llamado Patriota de Ucrania, es un partido político de extrema derecha en Ucrania fundado en 2016 y dirigido por Andriy Biletsky. Antes de involucrarse con el Batallón Azov, que Biletsky también fundó y dirigió otros dos partidos de extrema derecha, la Asamblea Nacional Social y el Patriota de Ucrania. El partido fue creado por veteranos del Batallón Azov y miembros del Cuerpo Civil de Azov, una organización civil no gubernamental afiliada al Batallón Azov.
Durante su campaña para las elecciones parlamentarias de Ucrania de 2019, el partido formó una lista unida de partidos de derecha radical a nivel nacional con la Iniciativa Gubernamental de Yarosh, el Sector Derecho y Svoboda. Esta coalición ganó un 2,15% combinado de los votos de la lista electoral a nivel nacional, pero finalmente no logró ganar ningún escaño en la Rada Suprema.

## Historia
El 14 de octubre de 2016, 292 delegados de toda Ucrania asistieron al congreso fundacional del partido en Kiev. El partido estaba previamente registrado como "Patriota de Ucrania" (en ucraniano: Патріот України). El congreso eligió por unanimidad a Andriy Biletsky, miembro de Rada Suprema, como líder del partido, eligió al Comandante Nazariy Kravchenko del Cuartel General de la Guardia Nacional de Azov como líder adjunto y nombró a los miembros del consejo gobernante del partido. El congreso también aprobó cambios en los estatutos y el programa político del partido.
El congreso concluyó con una "Marcha de la Nación", que organizó con el Sector Derecho, una organización de extrema derecha de ideas afines con estrechos vínculos con el Cuerpo Nacional. Unas 5 000 personas participaron en la marcha con antorchas desde el Monumento de la Madre Patria ubicado en el Museo Nacional de la Historia de Ucrania en la Segunda Guerra Mundial hasta la Plaza de Santa Sofía. Algunos de los manifestantes vestían o portaban el símbolo amarillo y azul del Batallón Azov, que se parece al Wolfsangel, un símbolo asociado con el nazismo. El 14 de octubre se celebra el Día del Defensor de Ucrania, un día festivo en Ucrania desde 2015.
En 2018, Olena Semenyaka se convirtió en la secretaria internacional del partido.
En noviembre de 2018, el Cuerpo Nacional se negó a apoyar a Ruslan Koshulynskyi y su campaña para las elecciones presidenciales de Ucrania de 2019 y, en cambio, decidió nominar a su propio líder, Andriy Biletsky, como candidato común del campo nacionalista ucraniano. Sin embargo, a finales de enero de 2019, Biletsky descartó su participación en las elecciones presidenciales y declaró que concentraría todos sus esfuerzos "para llevar nuestro número a 50 000 personas", y se comprometió a encabezar una campaña exitosa para las elecciones parlamentarias de Ucrania de 2019.
En 2019, el gobierno ucraniano otorgó más de 8 millones de grivnas para "proyectos de educación patriótica nacional" dirigidos a la juventud ucraniana, de los cuales $30 000 "aparentemente" se asignaron a varios grupos de derecha, incluido el Cuerpo Nacional.
Como parte de su campaña para las elecciones parlamentarias de Ucrania de 2019, el Cuerpo Nacional formó una lista de partidos unidos a nivel nacional con Svoboda, la Iniciativa Gubernamental de Yarosh y el Sector Derecho. Sin embargo, la coalición resultante solo logró ganar el 2,15% del voto popular, y dado que la coalición no logró pasar el umbral del 5%, finalmente no recibió representación en la Rada Suprema. Además, el Cuerpo Nacional tampoco logró ganar ningún escaño en el distrito electoral de mandato único.
En las elecciones locales de Ucrania de 2020, el partido ganó 23 diputados (0,04 % de todos los cargos disponibles).

## Política e ideologías

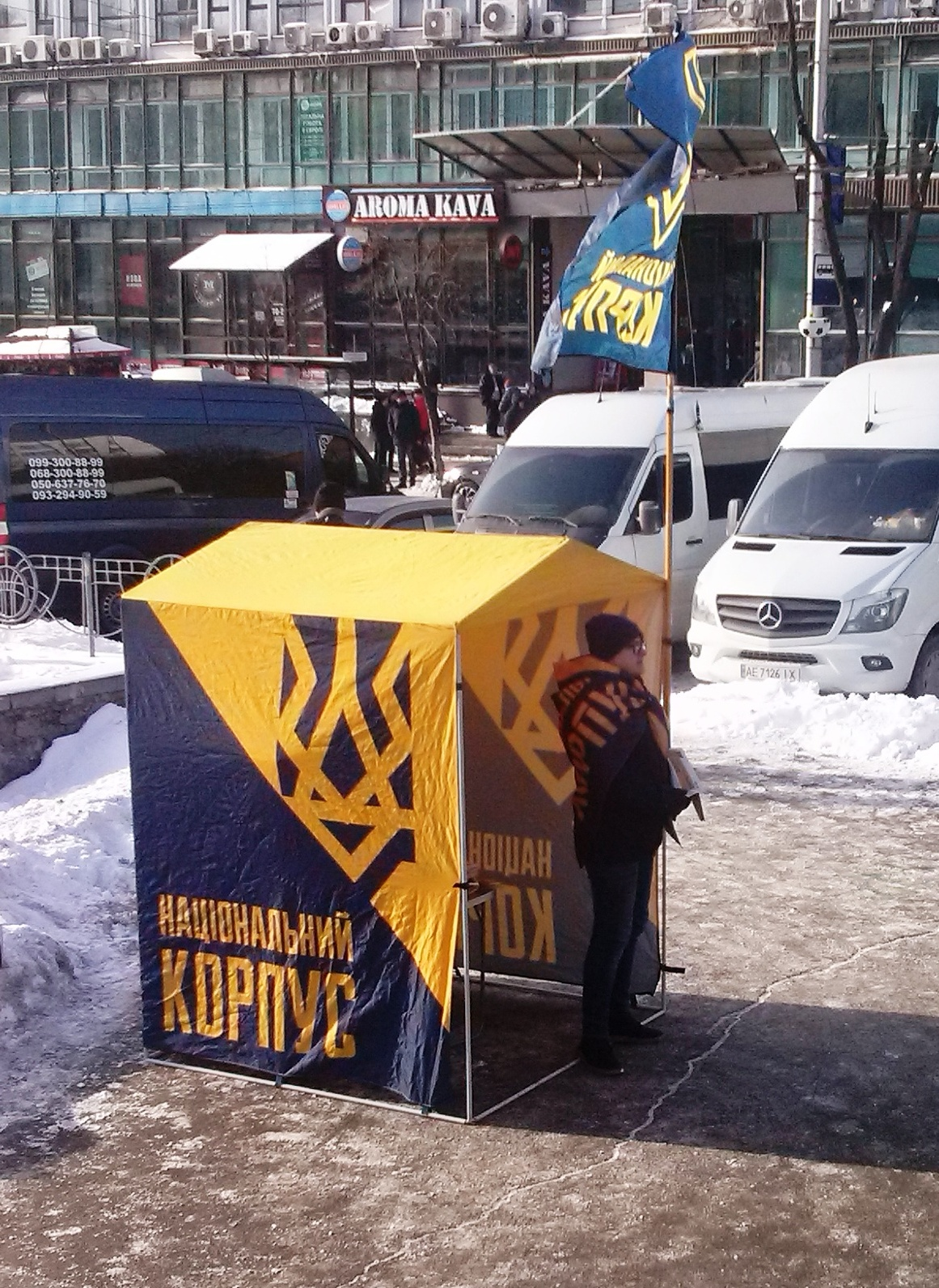
Puesto de campaña del Cuerpo Nacional.

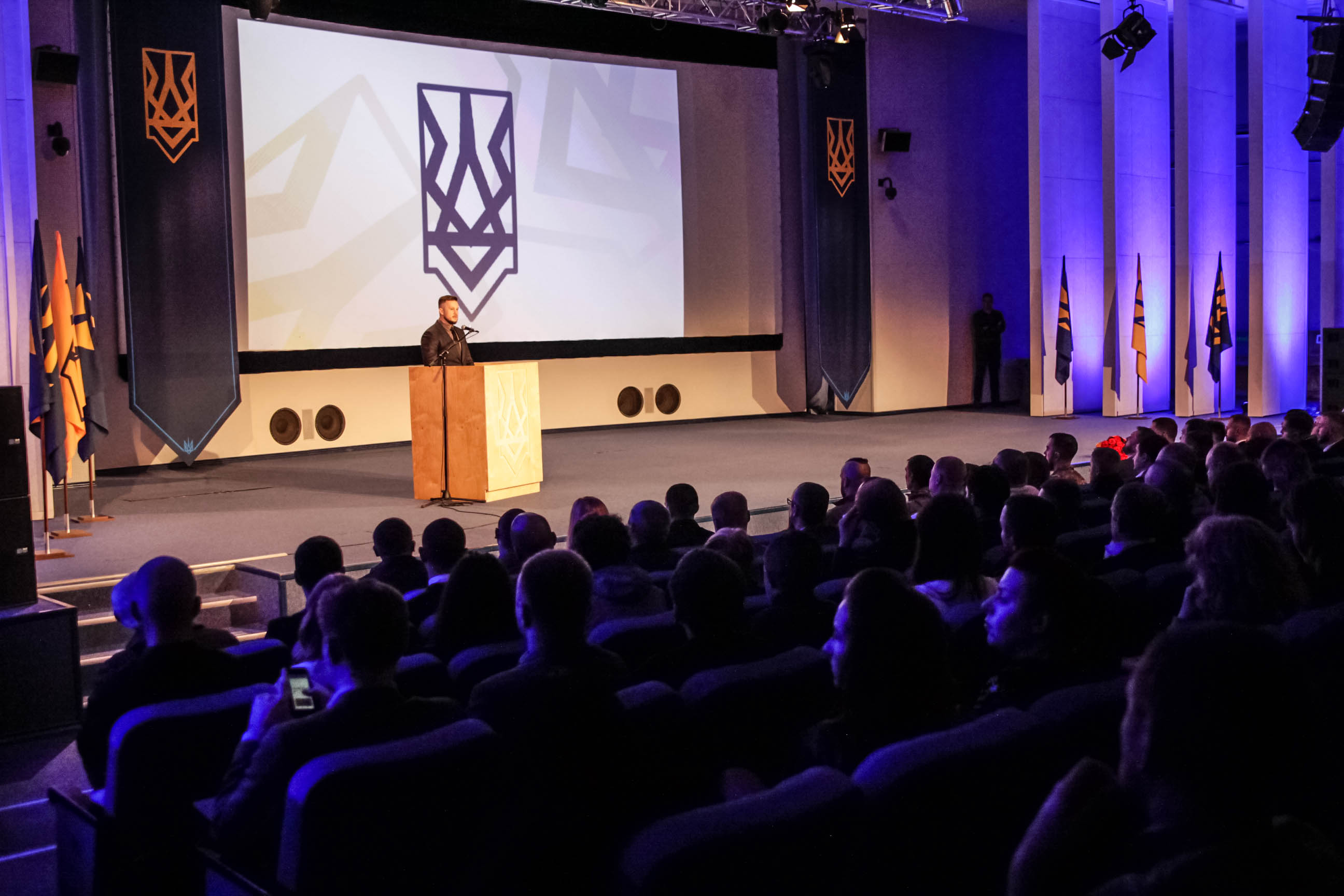
Andriy Biletsky en el segundo congreso del partido Cuerpo Nacional.

A partir de 2016, el Cuerpo Nacional abogó por ampliar el papel del jefe de Estado otorgando al presidente de Ucrania autoridad absoluta para convertirse en el Comandante Supremo de las Fuerzas Armadas de Ucrania, así como en Primer ministro de Ucrania, en última instancia apoyando una transición hacia un sistema totalmente presidencialista.
A partir de 2016, el Cuerpo Nacional favoreció la restauración del estado de energía nuclear de Ucrania y también apoyó la renacionalización de empresas e industrias que antes eran propiedad de la República Socialista Soviética de Ucrania tras la declaración de independencia de Ucrania en 1991. El partido quiere que Ucrania se convierta en un país neutral. El Cuerpo Nacional se opone firmemente a Rusia y su política exterior, y apoya firmemente la ruptura de todos los lazos diplomáticos, económicos y culturales con Rusia. El partido también se opone a la entrada de Ucrania en la Unión Europea y se opone abiertamente a fomentar lazos más estrechos con la OTAN. Además, el Cuerpo Nacional favorece la creación de un nuevo superestado intermedio, que hipotéticamente comprendería la totalidad de Ucrania, Bielorrusia, Polonia, Lituania, Letonia, Estonia, República Checa y Eslovaquia. El partido también aboga por la expansión del derecho a portar armas y un referéndum público sobre la restauración de la pena capital por traición y malversación de fondos gubernamentales. El partido se opone firmemente a los derechos de los rumanos en sus antiguas regiones históricas, actualmente ubicadas en Ucrania (norte de Bucovina, norte de Besarabia, Budzhak y la región de Hertsa). El Cuerpo Nacional apoya el nacionalismo económico y el proteccionismo, se opone al libre comercio y a la Asociación Transatlántica para el Comercio y la Inversión (ATCI) y también apoya el fomento de la industria nacional y las exportaciones de Ucrania.
En 2018, Ihor Vdovin, un portavoz del ala de la milicia, le dijo a The Guardian que el Cuerpo Nacional no era neonazi y no quería establecer un estado supremacista blanco, aunque admitió que algunos miembros tienen puntos de vista supremacistas blancos o neonazis. El líder del partido, Andriy Biletsky, había hecho previamente declaraciones racistas, como su discurso de 2010 llamando a "las razas blancas del mundo en una cruzada final contra los judíos Untermensch [infrahumanos] dirigidos por los semitas", pero posteriormente "bajó el tono de su retórica" negando ser antisemita y expresando su apoyo a Israel.

## Resultados electorales

### Rada Suprema
| Elección | Voto popular | % de voto popular | Total de escaños ganados | Cambio de escaños  | Gobierno |
| -------- | ------------ | ----------------- | ------------------------ | ------------------ | -------- |
| 2019     | 315,530      | 2.15 #11          | 0/450                    | Extraparlamentario |          |

### Presidenciales
| Elección | Candidato       | # de votos de la primera ronda | % de votos de la primera ronda | # de votos de la segunda ronda | % de votos de la segunda ronda |
| -------- | --------------- | ------------------------------ | ------------------------------ | ------------------------------ | ------------------------------ |
| 2019     | Andriy Biletsky | Participación rechazada        | —                              | —                              | —                              |